# 山田善二郎
山田 善二郎（やまだ ぜんじろう、1928年1月 - ）は、日本の社会運動家。

## 経歴
新潟県南蒲原郡（現三条市）生まれ。父親は陸軍省の下級職員であった。尋常小学校の同級生にのちの法学者江藤价泰がいた。担任の勧めで第一東京市立中学校夜間部を受験し合格、昼間は給仕を務め家計を助けながら通学した。1943年、軍国少年として憂国の思いから、海軍飛行予科練習生（予科練）を親に隠れて志願し合格。三重海軍航空隊に入り、1945年、日本の敗戦により除隊。
戦後、連合国軍最高司令官総司令部通信資材部隊、同対敵諜報部隊、キャノン機関、中央情報局（CIA）横須賀海軍施設拠点などに日本人従業員として勤務。
1951年11月25日、作家鹿地亘が数人のアメリカ軍人に拉致される鹿地事件が発生。1週間後、鹿地が監禁先である武蔵小杉駅前の米軍接収施設で自死を図り未遂となった際、後処理や給仕を命じられた。鹿地に接する中で、彼の救出を決意、家族や書店経営者内山完造にあてた手紙を複数回秘密裏に届けた。1952年12月6日、日本社会党衆議院議員猪俣浩三、内山らとともに共同記者会見に臨み、鹿地が監禁されていた事実を証言した。
鹿地亘によれば、監禁中、最初は手助けされても警戒していたものの、純情ないい青年であることが分かってきて、事情を打ち明けて内山完造への連絡を頼むようになったという。
1954年より日本国民救援会に専従事務局員として勤務。京都府本部、東京都本部事務局長、中央本部事務局次長、副会長などを歴任し、1992年-2008年会長を務めた。

## 著作
- 鹿地亘, 山田善二郎『だまれ日本人!" : 世界に告げる「鹿地事件」の真実』理論社、1953年。
- 竹沢哲夫, 山田善二郎 編著『現代再審・えん罪小史』イクォリティ、1993年。
- 山田善二郎『決断 : 謀略・鹿地事件とわたしそして国民救援会』光陽出版社、2000年。
- 山田善二郎『人権の未来 : 警察と裁判の現在を問う』本の泉社、2003年。
- 山田善二郎『アメリカのスパイ・CIAの犯罪 : 鹿地事件から特殊収容所まで』学習の友社、2011年。
- 山田善二郎『日本近現代史のなかの救援運動』学習の友社、2012年。